# 波塔什尼亞 (博胡斯拉夫區)
49°30′27″N 30°55′30″E / 49.50750°N 30.92500°E
波塔什尼亞（烏克蘭語：Поташня）是位於烏克蘭北部的村莊，由基辅州奧布希夫區的博胡斯拉夫市鎮負責管轄。該村面積0.3平方公里，海拔高度176米，2001年人口87，人口密度每平方公里290人。